# Astrid Holm (konstnär)

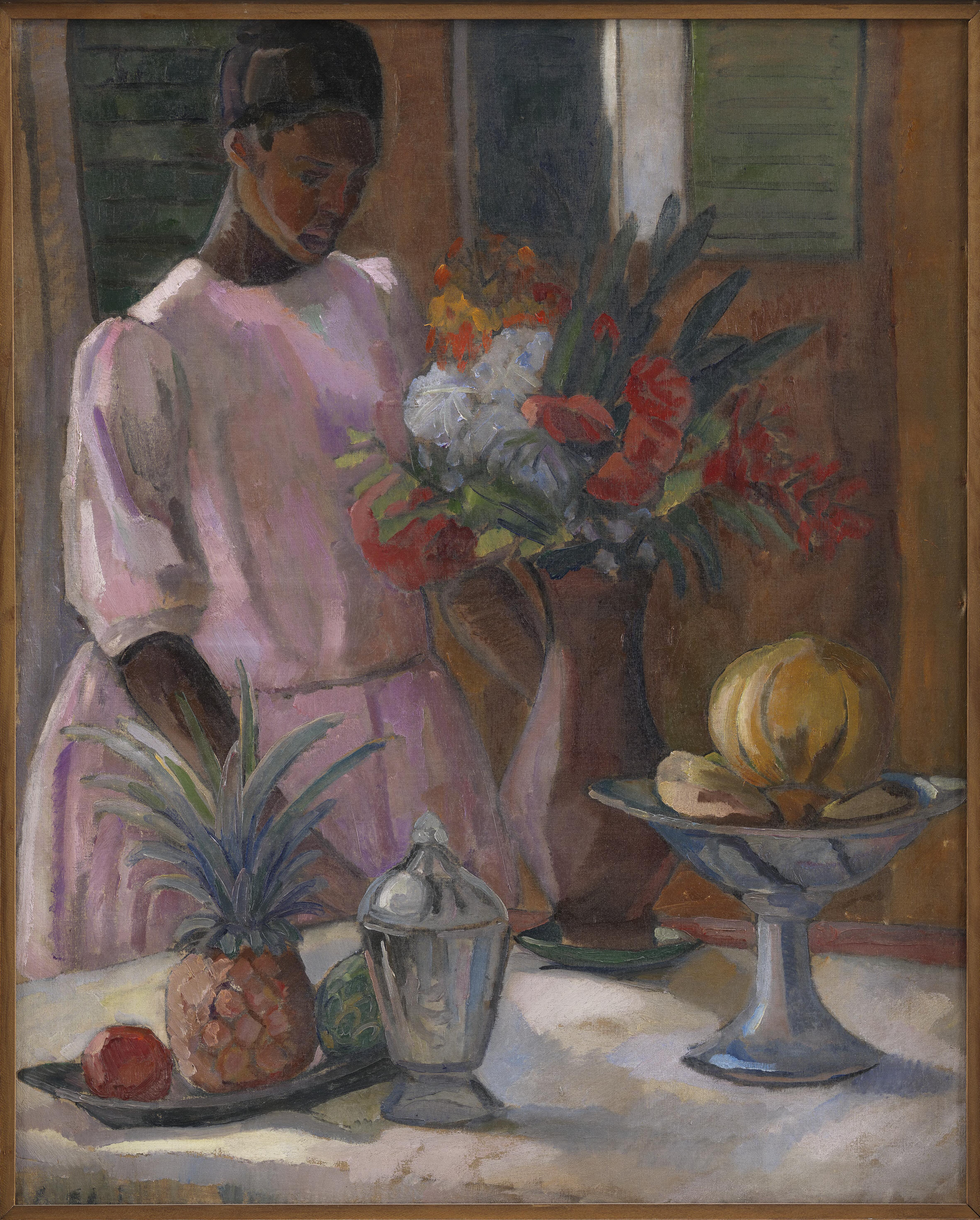
Astrid Holm, Rose dækker bord, 1914, Statens Museum for Kunst.

Astrid Valborg Holm, född 30 oktober 1876 i Köpenhamn, död 17 december 1937 i Köpenhamn, var en dansk konstnär.
Mellan åren 1903 och 1906 studerade Holm konst vid Köpenhamns akademi. Hon räknas till de danska modernisterna, och var verksam som målare, akvarellist, textilkonstnär och vävare. Hon bodde i Paris mellan 1910 och 1914, där hon var elev till Matisse. Astrid Holm gjorde även resor till Italien och Västindien. Hon finns representerad i Nationalmuseums samlingar.